# ألبرت موراي
ألبرت موراي (بالإنجليزية: Albert Murray)‏‏ (12 مايو 1916 - 18 أغسطس 2013 في هارلم) كاتب، وضابط، وروائي، وكاتب سير، وناقد موسيقي، وصحفي من الولايات المتحدة.

## الجوائز
- جائزة ليليان سميث للكتاب [الإنجليزية]‏
- جائزة أنسفيلد - وولف  [لغات أخرى]‏
- Doctor of Letters [الإنجليزية]‏
- دكتوراه في الآداب الإنسانية [الإنجليزية]‏

## روابط خارجية
- ألبرت موراي على موقع IMDb (الإنجليزية)
- ألبرت موراي على موقع الموسوعة البريطانية (الإنجليزية)
- ألبرت موراي على موقع إن إن دي بي (الإنجليزية)